# Берлінський технічний університет
Берлінський технічний університет (нім. Technische Universität Berlin, скор.TU Berlin; до 1946 року — Берлінська вища технічна школа) — один з чотирьох університетів німецької столиці. У Берлінському технічному університеті навчається близько 28 000 студентів, майже 20 % з яких — іноземці. Університет входить в об'єднання дев'яти найбільших технічних вишів Німеччини «TU9».

## Факультети
Нині навчання в Берлінському технічному університеті ведеться на семи факультетах:
- Гуманітарних наук;
- Математики і природничих наук;
- Виробничому;
- Електротехніки та інформатики;
- Транспорту і машинобудування;
- Будівництва, геології та архітектури;
- Економіки та менеджменту.

## Відомі особи, пов'язані з університетом

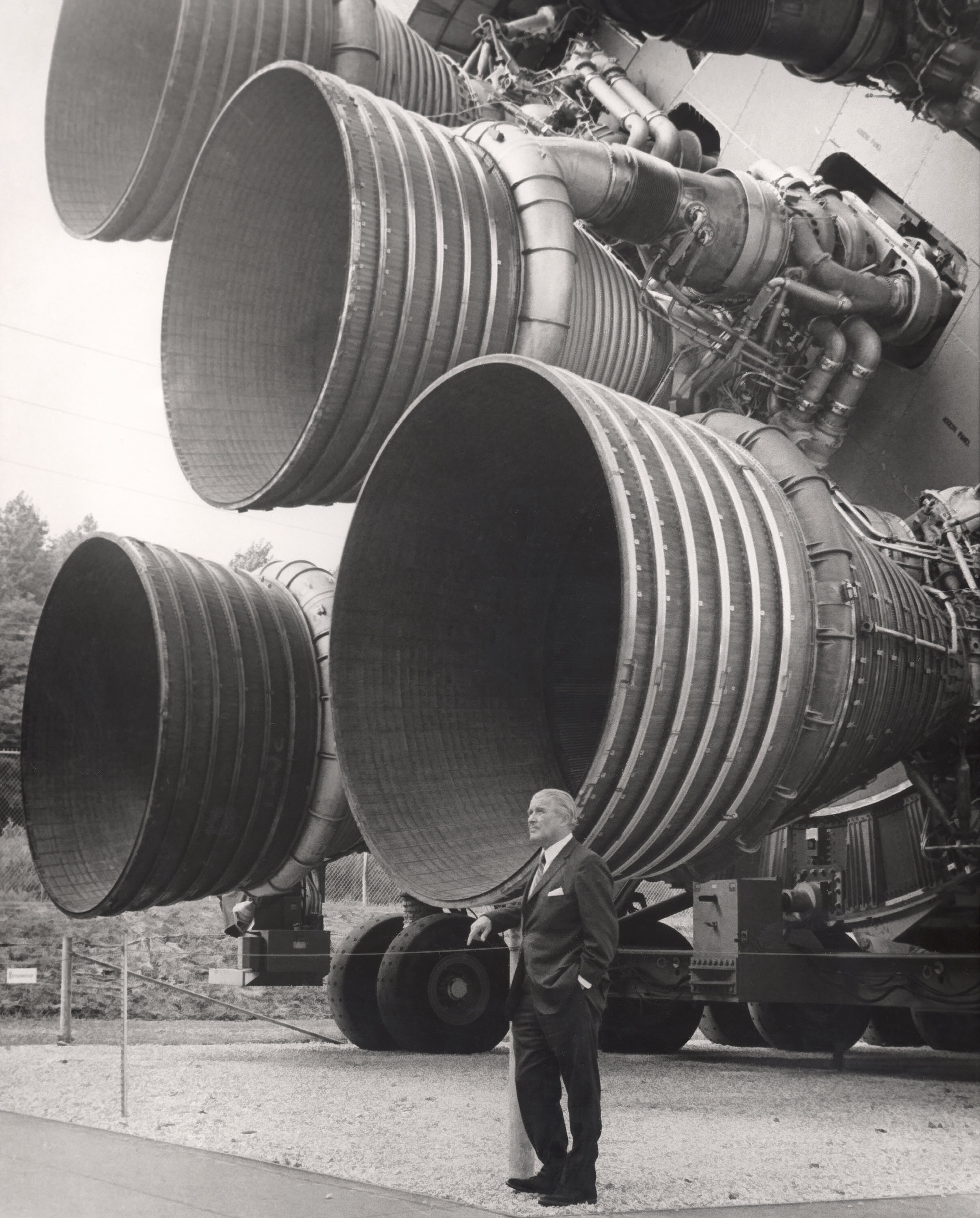
Вернер фон Браун (1912—1977) конструктор ракетно-космічної техніки

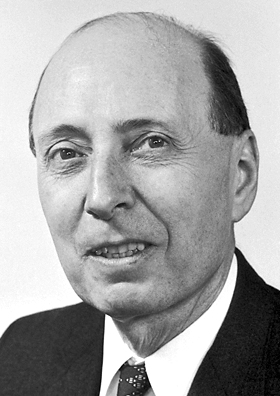
Юджин Пол Вігнер(1902—1995) лауреат Нобелівської премії з фізики 1963 року

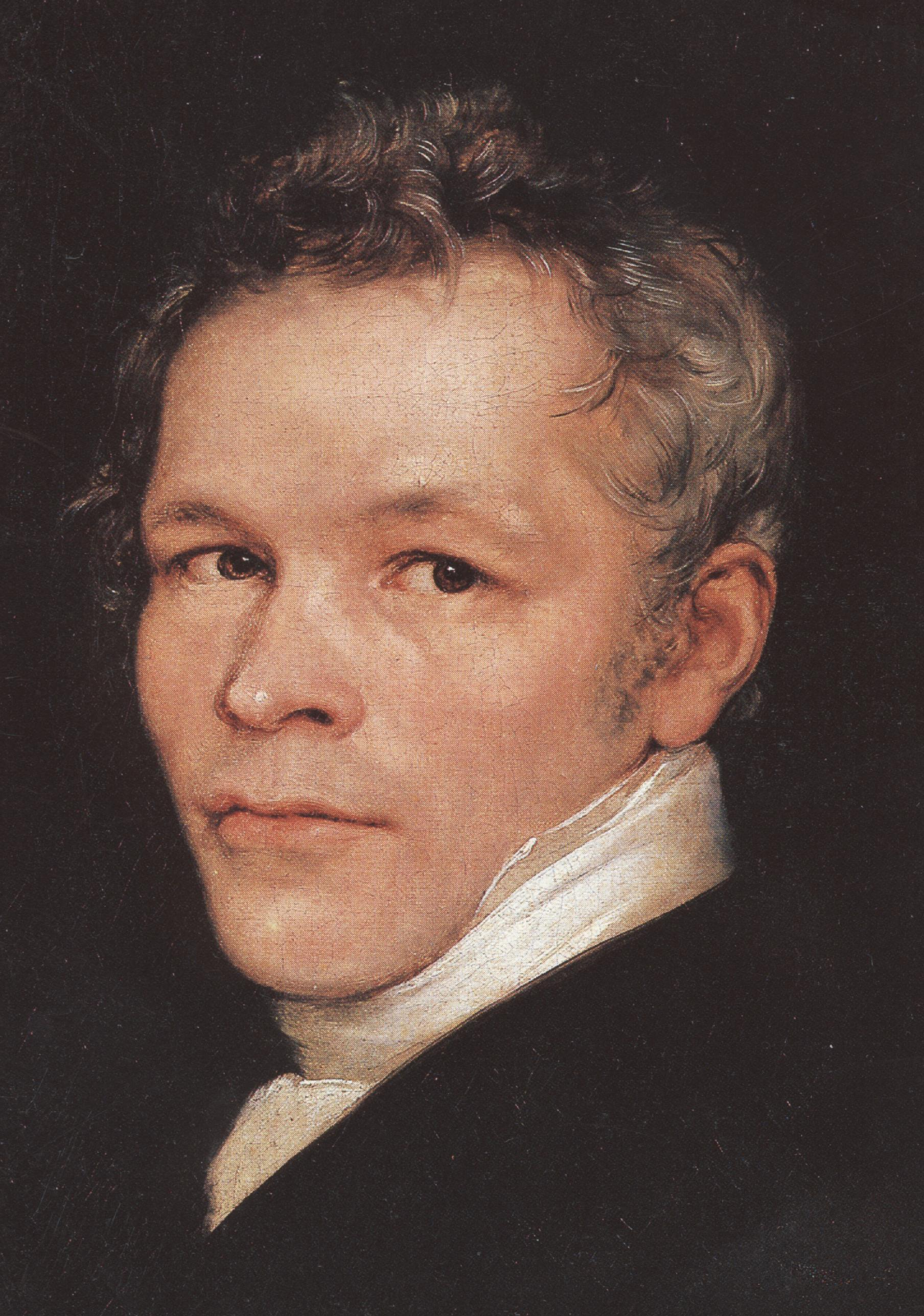
Карл Фрідріх Шинкель (1781—1841) архітектор, художник

- Герман Аппель (1932—2002), керував департаментом транспортних засобів з 1972 по 1998 рік, засновник IAV GmbH
- Зігфрід Гайнріх Аронгольд (1819—1884), математик і віце-президент від 1879 до середини 1880
- Ахім фон Арнім, (1881—1940), ректор під час націонал-соціалізму
- Адольф фон Беєр (1835—1917) 1859/60 викладач Академії бізнесу в Берліні, лауреат Нобелівської премії з хімії 1905
- Гельмут Баумгартен, (р. 1937), професор кафедри логістики
- Річард Бекер (1887—1955), фізик
- Вольфганг Бенц (р. 1941), керівник Центру з вивчення антисемітизму
- Волтер Блом (1888—1963), власник суднобудівельного заводу і перший сенатор (1943)
- Ерік Блюменфельд (1915—1997), бізнесмен і політик (Християнсько-демократичний союз)
- Ганс Боерш (1909—1986), піонер в області лазеру — і електронного пучка
- Август Борзіґ (1804—1854), засновник заводів Борзіга, піонер локомотивів
- Карл Бош (1874—1940), хімік, лауреат Нобелівської премії в 1931 році, генеральний директор BASF та IG Farben
- Вернер фон Браун (1912—1977), фізик, конструктор ракетно-космічної техніки
- Франц Бреізиг (1868—1934), математик
- Клаус Бріес Керівник проекту штучних супутників BIRD, інститут аеронавтики та астронавтики берлінського технічного університету
- Вільгельм Кауер (1900—1945), математик, істотний внесок у проектування аналогових фільтрів
- Анрі Марі Коанда (1886—1972), румунський вчений в області аеродинаміки. Один з піонерів авіації, творець першого у світі проекту літака на реактивній тязі
- Карл Дальгауз (1928—1989), професор, історик і філософ музики
- Вернер Дальгайм (нар. 1938), професор кафедри історії стародавнього світу
- Франц Дішінгер (1887—1953), всесвітньо відомий експерт в області залізобетонних будівництва, мостів з залізобетону, почесний сенатор технічного університету
- Вальтер Роберт Дорнбергер (1895—1980), очолював програму ракетної зброї під час націонал-соціалізму.
- Костянтин Апостолос Доксиадис (1913—1975), архітектор, відомий як містобудівника столиці Пакистану, Ісламабад і в місті Равалпінді
- Рудольф Древе (1877—1967), професор технології палива, ректор 1929—1930
- Готфрід Федер (1883—1941), економіст, антисеміт, нацистський проектувальник, співавтор ранньої програми Націонал-соціалістична робітнича партія Німеччини
- Ернст Фіала (р. 1928), професор кафедри автомобілів, співрозробник VW Golf член правління Volkswagen AG
- Герман Фетингер (1877—1945), видатний експерт з машинобудування та електротехніки тісно пов'язаний з суднобудівництвом та Гідроаеромеханікою
- Людвіг Фреинд (1904—1952), чехословацький політик і публіцист
- Денніс Габор (1900—1979), фізик, винахідник голографії, лауреат Нобелівської премії з фізики 1971 року
- Ганс Вільгельм Гейгер (1882—1945), фізик, розробник лічильника Гейгера для підрахунку та вимірювання енергії радіоактивних частинок і гамма-випромінювання
- Ельмар Гімула, юрист і експерт з повітряного права.
- Вольфганг Гилои (1930—2009), професор інформатики, засновник і директор Інституту комп'ютерної архітектури та програмного забезпечення (FIRST), дослідницького центру з інформаційних технологій
- Михайло Глейсмаєр, професор історії мистецтв у університету мистецтв Бремена, есеїст, журналіст, куратор.
- Бернар Глижинскі (1912—1992), менеджер, інженер і реставратор
- Фріц Габер (1868—1934), хімік, лауреат Нобелівської премії з хімії 1918 року
- Роберт Галос (1905—2004), архітектор
- Людвіг Ганнакам (1923—1987), професор теоретичної електротехніки
- Густав Людвіг Герц (1887—1975), ядерний фізик, лауреат Нобелівської премії 1925 року
- Дьєрдь де Гевеші (1885—1966), хімік, лауреат Нобелівської премії 1943 року
- Бернд Гіллімеєр (р. 1941), професор будівельних матеріалів і випробування будівельних матеріалів
- Вальтер Геллер (1922—2003), письменник, літературний критик та науковець
- Роланд Гутенраух (1928—2006), фізик, батько порівняльних випробувань продукту
- Артур Кіктон (1861—1944), архітектор, почесний сенатор технічного університету
- Гайнц Герман Келле (нар. 1925) з 1965 по 1991 професор інституту аеронавтики та астронавтики Берлінського університету, співробітник Вернера фон Брауна
- Ганс Кольгофф (нар. 1946), архітектор
- Карл Купфмюллер (1897—1977), інженер-електрик в області телекомунікацій, приладобудування
- Екгард Куттер (нар. 1939), дослідник транспорту
- Павло Лімберг (1917—1997), професор агрономії і рослинництва з 1965 по 1982 рік
- Герберт Франц Матаре (нар. 1912), німецький фізик і піонер транзистора
- Олександр Мейснер (1883—1958), почесний професор, винахідник схеми Мейснера
- Курт Танк (1898—1983), авіаційний конструктор, льотчик-випробувач
- Ганс Шарун — німецький архітектор